# Xue Fuyan
Xue Fuyan (19 de juliol de 1981) és una esportista xinesa que va competir en judo, guanyadora d'una medalla d'or al Campionat Asiàtic de Judo de 2004 en la categoria de +78 kg.

## Palmarès internacional
| Campionat Asiàtic | Campionat Asiàtic    | Campionat Asiàtic | Campionat Asiàtic |
| Any               | Lloc                 | Medalla           | Categoria         |
| ----------------- | -------------------- | ----------------- | ----------------- |
| 2004              | Almatý ( Kazakhstan) | 1                 | +78 kg            |